# Gare de Cavaillon
Gare de Cavaillon – stacja kolejowa w Cavaillon, w departamencie Vaucluse, w regionie Prowansja-Alpy-Lazurowe Wybrzeże, we Francji.
Została otwarta w 1868 przez Compagnie des chemins de fer de Paris à Lyon et à la Méditerranée. Jest stację Société nationale des chemins de fer français (SNCF), obsługiwaną przez pociągi TER Provence-Alpes-Côte d’Azur.

## Położenie
Stacja znajduje się na linii Awinion – Miramas, w km 32,888, na wysokości 75 m, pomiędzy stacjami L’Isle – Fontaine-de-Vaucluse i Orgon.

## Linie kolejowe
- Awinion – Miramas
- Cavaillon – Saint-Maime - Dauphin